# 琼泰
琼泰（Contai），是印度西孟加拉邦Medinipur县的一个城镇。总人口77497（2001年）。

## 人口
该地2001年总人口77497人，其中男性40352人，女性37145人；0—6岁人口7851人，其中男4139人，女3712人；识字率81.59%，其中男性为85.20%，女性为77.66%。